# Gare de Guignicourt
La gare de Guignicourt est une gare ferroviaire française de la ligne de Reims à Laon, située sur le territoire de la commune de Villeneuve-sur-Aisne, dans la commune déléguée de Guignicourt, à 500 mètres du centre-ville, dans le département de l'Aisne, en région Hauts-de-France.
Elle est mise en service en 1857 par la Compagnie des chemins de fer des Ardennes. C'est une gare de la Société nationale des chemins de fer français (SNCF), desservie par des trains TER Grand Est.

## Situation ferroviaire

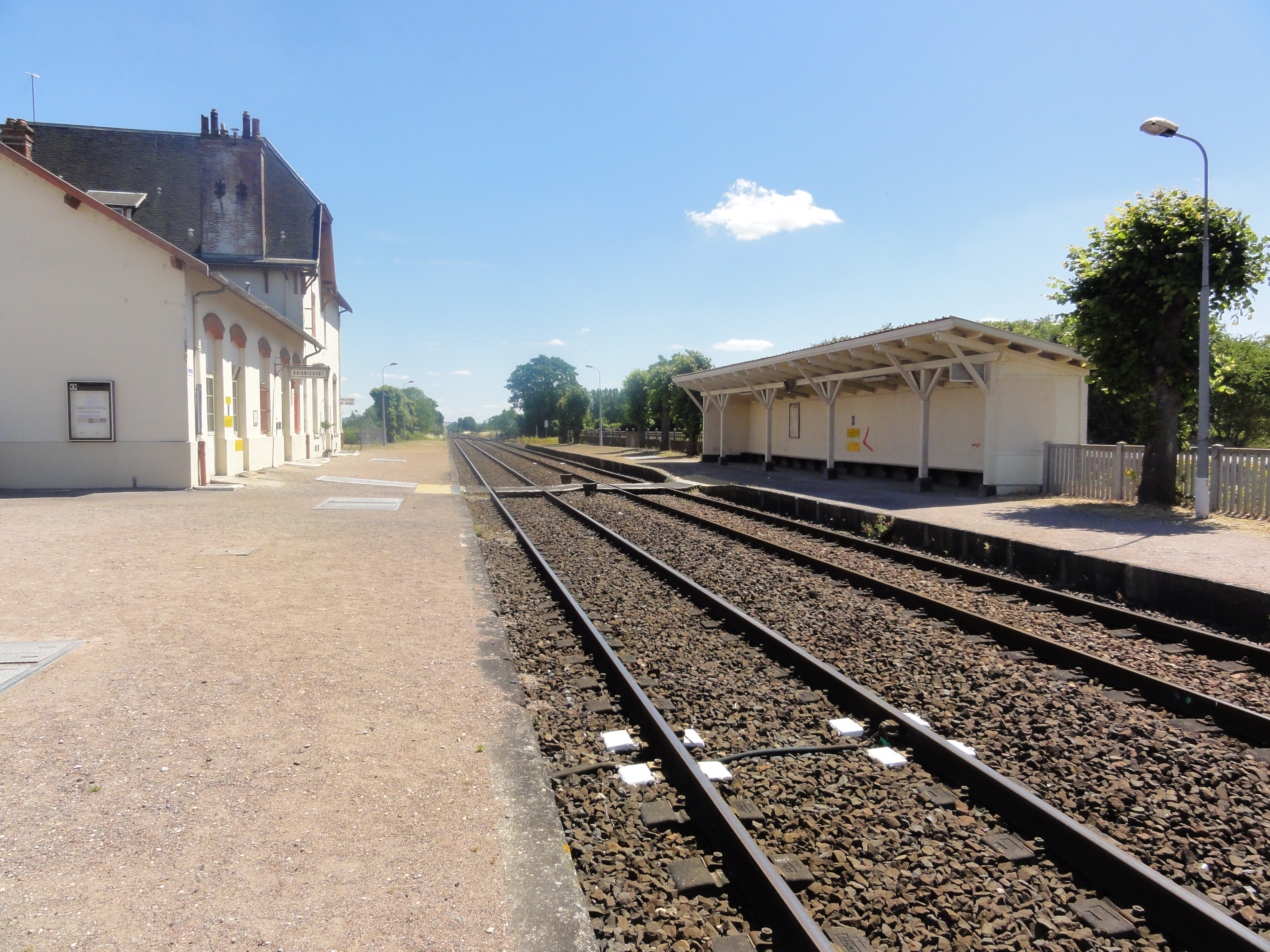
La gare, avec les quais.

Établie à 67 m d'altitude, la gare de Guignicourt (Aisne) est située au point kilométrique (PK) 21,272 de la ligne de Reims à Laon entre les gares d'Aguilcourt - Variscourt et d'Amifontaine.
Elle dépend de la région ferroviaire de Reims. Elle dispose de deux voies principales (1 et 2) et deux quais d'une « longueur continue maximale » (longueur utile) : de 186 m, pour le quai 1 Est (voie 1), et 186 m, pour le quai 2 Est (voie 2).

## Histoire

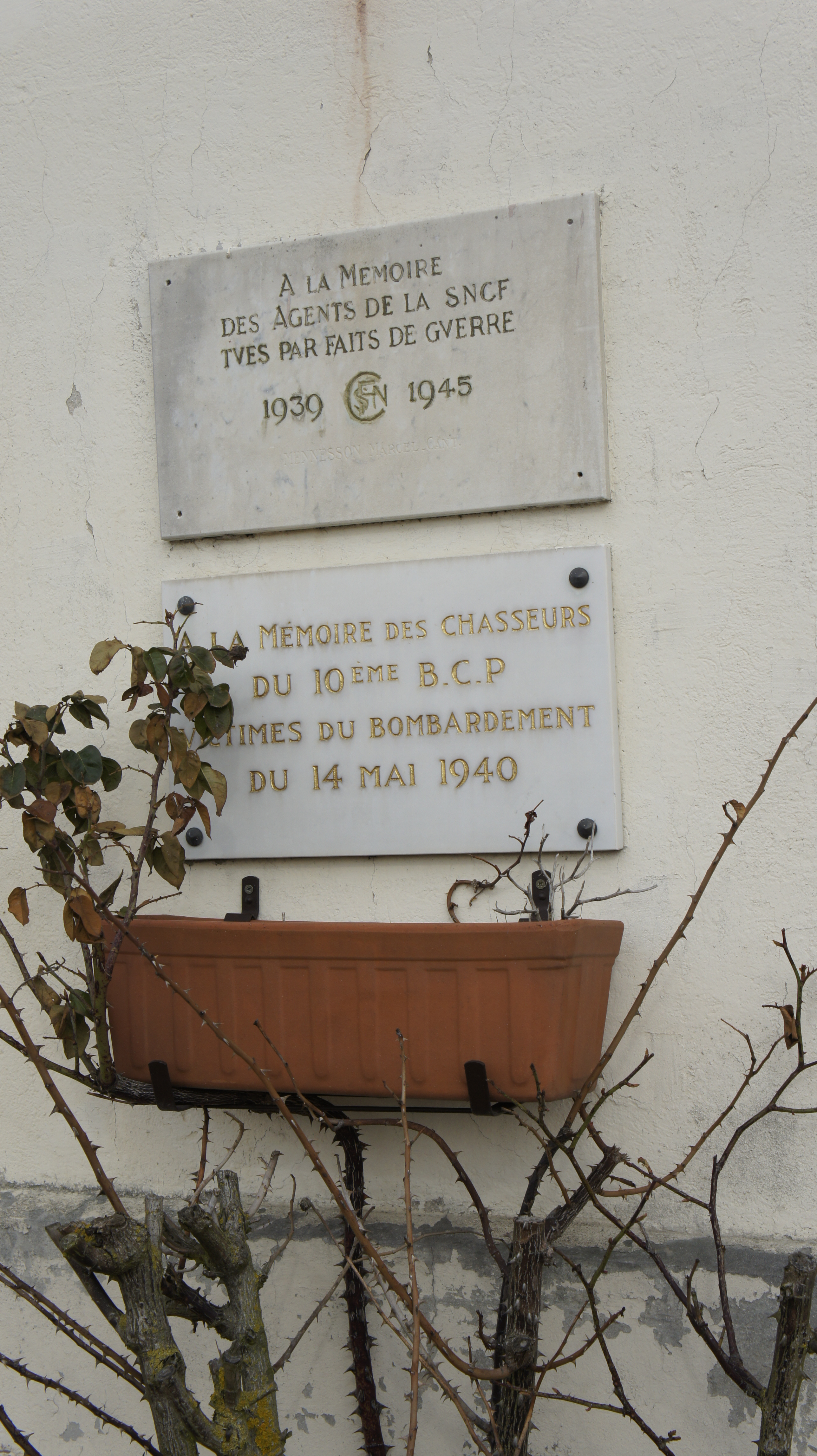
Plaques commémoratives 1939-1945, dans la gare.

La Compagnie des chemins de fer des Ardennes met en service les 52 kilomètres de la ligne de Reims à Laon en 1857, le 31 août pour les voyageurs et le 15 octobre pour les marchandises. La station de « Guignicourt », dessert Guignicourt village de 580 habitants situé sur la rive droite de l'Aisne.
La Compagnie des chemins de fer de la Banlieue de Reims (CBR) inaugura également une ligne via Guignicourt. En 1905, elle se prolongeait vers Rethel et Soissons.
Durant la Première Guerre mondiale, le village, et sa gare, furent pris pour cible par l'aviation et l'artillerie plusieurs années durant. Lors de la reconstruction du village, une nouvelle gare fut construite.
Deux plaques dans la gare commémorent la guerre 1939-1945 et le bombardement, le 14 mai 1940 d'un train transportant des soldats du 10e bataillon de chasseurs à pied qui causa la mort de 24 d'entre eux.
Le 23 octobre 2014, pendant des travaux de la SNCF près de la gare de Guignicourt, des démineurs ont évacué 342 obus allemands de la Première Guerre Mondiale.

## Fréquentation
Selon les estimations de la SNCF, la fréquentation annuelle de la gare s'élève aux nombres indiqués dans le tableau ci-dessous.
| Année                      | 2015    | 2016    | 2017    | 2018    | 2019    | 2020    | 2021    | 2022    | 2023    | 2024    |
| -------------------------- | ------- | ------- | ------- | ------- | ------- | ------- | ------- | ------- | ------- | ------- |
| Voyageurs                  | 126 347 | 131 831 | 137 618 | 122 047 | 120 287 | 120 804 | 130 612 | 158 004 | 166 350 | 169 606 |
| Voyageurs et non voyageurs | 157 933 | 164 789 | 172 022 | 152 559 | 150 359 | 151 005 | 163 266 | 197 506 | 207 937 | 212 008 |

## Service des voyageurs

### Accueil
Gare de la SNCF, elle dispose d'un bâtiment voyageurs, avec guichet, ouvert du lundi au vendredi, fermée les samedis, dimanches et jours fériés. Elle est équipée d'automates pour l'achat de titres de transport.
Le passage d'un quai à l'autre se fait par un passage planchéié.

### Desserte
Guignicourt est desservie par des trains régionaux TER Grand Est, qui effectuent des missions entre les gares de Reims et de Laon.

### Intermodalité
Un parking est aménagé à ses abords.

## Service des marchandises
Gare référencée dans la nomenclature Fret SNCF, code 171736, elle permet la desserte « d'installations terminales reliées à la ligne principale par une voie mère ».